# Łuk Trajana w Ankonie
Łuk Trajana w Ankonie – rzymski łuk triumfalny znajdujący się we włoskiej Ankonie.
Łuk został wzniesiony w 115 roku, na zakończenie zleconej przez cesarza rozbudowy nabrzeża w ankońskim porcie. Jego autorstwo przypisywane jest Apollodorowi z Damaszku. Jednoprzęsłowy łuk ma 19,21 m wysokości i 10,26 m szerokości, wspiera się na czterech półkolumnach zwieńczonych korynckimi kapitelami. Fundamenty wykonano z bloków granitowych spajanych cementem, na budowę samego łuku zużyto natomiast 30 marmurowych bloków. Na attyce wyryte zostały trzy inskrypcje, kolejno:
Po lewej, w trzech liniach:

PLOTINAE AUG CONIUGI AUG

Pośrodku, w siedmiu liniach:

IMP CAESARI DIVI NERVAE FILI NERVAE / TRAIANO OPTIMO AUG GERMANICO / DACICO PONT MAX TR POT XVIII IMP IX / COS VI P P PROVIDENTISSIMO PRINCIPI / SENATUS P Q R QUOD ACCESSUM / ITALIAE HOC ETIAM ADDITO EX PECUNIA SUA / PORTU TUTIOREM NAVIGANTIBUS REDDIREDIT

Po prawej, w czterech liniach:

DIVAE MARCIANAE AUG SORORI AUG

Na szczycie attyki znajdowała się dawniej (niezachowana do czasów dzisiejszych) grupa rzeźbiarska.
Łuk zawdzięcza swoją doskonałą kondycję faktowi, że przez kilka wieków stanowił część obwarowań chroniących port. Otaczające go mury i zabudowania rozebrano ostatecznie w latach 30. XX wieku. Do łuku prowadzą pochodzące z 1859 roku schody.